# Гречи
Гречи (итал. Greci) — коммуна в Италии, располагается в регионе Кампания, в провинции Авеллино.
Население составляет 840 человек (2008 г.), плотность населения составляет 27 чел./км². Занимает площадь 30 58 км². Почтовый индекс — 83030. Телефонный код — 0825.
Покровителем коммуны почитается святой апостол Варфоломей, празднование 25 августа.

## Демография
Динамика населения:

## Администрация коммуны
- Официальный сайт: